# Zatykó László
Zatykó László (Budapest, 1934. január 9. – 2018. január 25.) magyar cselgáncsozó, sportvezető.

## Pályafutása
1953 és 1960 között az Újpesti Dózsa (1956-ig Bp. Dózsa) cselgáncsozója volt. Edzői Vincze Tibor és Nádai Pál voltak. 1955 és 1959 között négy alkalommal lett egyéni magyar bajnok 72 kg-ban. Ugyanebben az időszakban az első magyar cselgáncs-válogatott tagja volt. Hat danos dzsúdómester volt. 2015-ig a Magyar Cselgáncs-szövetség Hagyományőrző- és emlékbizottságának elnöke volt.

## Sikerei, díjai
- Magyar bajnokság (72 kg)
  - bajnok: 1955, 1956, 1958, 1959
  - 2.: 1957
  - 3.: 1953